# Mansálay
Mansálay es un municipio filipino de segunda categoría perteneciente a la provincia isleña de Mindoro Oriental en Tagalas Sudoccidentales. Con una extensión superficial de 446,62 km²,  tiene una población de 51.705 personas que habitan en 8.795 hogares. Su alcalde es José Ildefonso Maliwanag. Para las elecciones a la Cámara de Representantes está encuadrado en el Segundo Distrito Electoral de esta provincia.

## Geografía
El municipio de Mansálay se encuentra situado en  la parte suroriental de la isla de Mindoro. Su término linda al norte  con el municipio de Bongabong;   al sur  con el municipio de Bulalacao; al este   con  el municipio de Paclasán (Roxas) y también con  el mar de Sibuyán, frente a la isla de  Romblón, separada por el estrecho de Tablas; y al oeste  con varios  municipios de Mindoro Occidental: Sablayán, Calintaán y San José de Labangán.
Parque Nacional de Monte Iglit-Baco (Mounts Iglit-Baco National Park). Por la biodiversidad de su flora y fauna, es el más importante de la isla de Mindoro. Tamarao (Bubalus mindorensis), búfalo de agua o búbalo (Bubalus bubalis) y mangyan. Comprende parte de los municipios de Sablayán, Pinamalayán, Gloria, Bansud, Bongabong y Mansalay.

## Barrios
El municipio  de Mansálay se divide, a los efectos administrativos, en 17 barangayes o barrios, conforme a la siguiente relación:
| - Del Mundo - Balugo - Bonbon | - Budburán - Cabalwa - Don Pedro | - Maliwanag - Manaul - Panaytayan | - Población - Roma - Santa Brígida | - Santa María - Villa Celestial - Wasig | - Santa Teresita - Waygán |

## Patrimonio
Iglesia parroquial católica bajo la advocación del  Santa Catalina,  consagrada en 1952.
Forma parte del Vicariato de Pax Christi en  la Vicaría Apostólica de Calapán sufragánea  de la Arquidiócesis de Lipá.
Misiones entre los manguianes: Tribu Hanunuo, Sitio Bait,  en el barrio de Panaytayan.